# Normativer Individualismus
Normativer Individualismus bezeichnet den Grundgedanken der liberalen bzw. humanistischen Philosophie, wonach der letzte Bezugspunkt einer Rechtfertigung ethischer, moralischer, rechtlicher und politischer Entscheidungen stets das Individuum ist, nicht aber ein Kollektiv wie die Familie, eine Religionsgemeinschaft oder der Staat. 

## Grundgedanke
Im Mittelpunkt jeder normativ individualistischen Theorie steht das Individuum mit seinen Belangen bzw. Interessen. Die Entscheidung einer Gemeinschaft, aber auch ihre Normen und Regeln sind demnach nur zu rechtfertigen, wenn sie die Belange aller betroffenen Individuen berücksichtigen. Normativ individualistische Ausgangspunkte wählen bei allen Unterschieden im Detail beispielsweise die Philosophen John Locke, Immanuel Kant, John Rawls, Otfried Höffe, Julian Nida-Rümelin und Martha Nussbaum. In der aktuellen Philosophie hat insbesondere Dietmar von der Pfordten den Begriff des normativen Individualismus analysiert und die Grundlagen einer normativ-individualistischen Ethik ausgearbeitet.
Der normative Individualismus steht im Gegensatz zu Theorien, die eine Rechtfertigung kollektiver Entscheidungen mit Bezug zu der jeweils betroffenen Gemeinschaft erlauben. Kollektivistische Züge hat eine Ethik oder politische Philosophie immer dann, wenn sie die Gemeinschaft dem Individuum vorordnet. Das Individuum erscheint dann nur mehr als Teil eines Kollektivs und seine individuellen Belange werden nur insoweit berücksichtigt, als sie mit dem Zweck oder den Interessen des Kollektivs vereinbar sind. Normativ kollektivistische Ansätze finden sich beispielsweise im Kommunitarismus (Michael Sandel, Michael Walzer) und in den frühen Ansätzen der Care-Ethik (Nel Noddings, Virginia Held).

## Abgrenzungen

### Methodologischer Individualismus
Als sozialethischer Begründungsansatz ist der normative Individualismus abzugrenzen von verschiedenen insbesondere in der Ökonomie und Sozialwissenschaft vertretenen Theorien des methodologischen Individualismus: Diese erklären soziales Handeln deskriptiv aus dem Zusammenspiel der individuellen Akteure. Demgegenüber befasst sich der normative Individualismus mit der ethischen, moralischen, rechtlichen oder politischen Legitimation (Rechtfertigung) kollektiver Handlungen wie moralischen Regeln, Gesetzen, Verordnungen oder politischen Entscheidungen.

### Libertarismus
Nicht zu verwechseln ist der normative Individualismus des Weiteren mit Theorien des Libertarismus, wie sie etwa von Robert Nozick und David Gauthier entwickelt haben. In ihnen werden die Möglichkeiten gemeinschaftlichen Handelns radikal begrenzt, indem das faktische Zusammenspiel der Individuen zum obersten Gerechtigkeitsprinzip erklärt wird. Politische Institutionen wie der Staat und seine Einrichtungen und gesetzliche Eingriffe in das Privatleben und die Wirtschaft werden dementsprechend primär als freiheitsbeschränkend eingeschätzt und sollen in ihrem Einfluss möglichst zurückgedrängt werden. Demgegenüber erkennt der normative Individualismus die freiheitsermöglichenden Zwecke politischer Institutionen und staatlicher Gesetzgebung an und berücksichtigt die Bedeutung, die private soziale Gemeinschaften wie Familien, Freundschaften, Vereine und Glaubensgemeinschaften für Individuen haben. Normativ individualistische Theorien sind daher auch mit der Vorstellung eines Gemeinwohls durchaus vereinbar, sofern das allgemeine Interesse einer politischen Gemeinschaft an die Belange der jeweils betroffenen Individuen rückgebunden werden kann. 

### Normativer Kollektivismus
Nicht zu rechtfertigen ist demgegenüber die Annahme eines von den Individuen abgelösten Interesses der Gemeinschaft, das diesen dann vorgeordnet und ihrer Freiheitsausübung entgegen gehalten wird. Derartige Theorien werden als normativ kollektivistisch bezeichnet. Der Unterschied kann am Beispiel der rechtlichen Regelung der Familie erläutert werden:
Eine Familie kann ein gemeinsames (kollektives) Interesse an der Wahrung ihrer Privatsphäre haben, das bei der Regelung des Familienrechts berücksichtigt werden darf, sofern und soweit es mit den Belangen aller Mitglieder der Familie übereinstimmt oder jedenfalls zu vereinbaren ist. Das Recht darf Familienangehörigen daher beispielsweise ein Zeugnisverweigerungsrecht vor Gericht einräumen oder die ausländerrechtliche Abschiebung von Familienangehörigen untersagen und dies mit der besonderen Schutzwürdigkeit der Familie als privater sozialer Gemeinschaft rechtfertigen (vgl. auch Art. 6 I Grundgesetz: „Ehe und Familie stehen unter besonderem Schutz des Staates.“). Nicht vereinbar mit dem normativ individualistischen Ausgangspunkt wäre hingegen eine rechtliche Regelung, mit der die Privatsphäre der Familie als Kollektivinteresse über berechtigte Belange einzelner Mitglieder gestellt wird, indem sie etwa Kindern keinen Schutz vor Misshandlung oder Vernachlässigung gewährt. Denn in diesem Fall berücksichtigt die rechtliche Regelung nicht die Belange aller von ihr betroffenen Individuen in ausreichendem Maße.

## Richtungen

### Immanuel Kant
In Immanuel Kants Ethik zeigt sich der normativ-individualistische Gedanke insbesondere in der Mensch-Zweck-Formel des kategorischen Imperativs: „Handle so, daß du die Menschheit sowohl in deiner Person, als in der Person eines jeden andern jederzeit zugleich als Zweck, niemals bloß als Mittel brauchest.“ Damit wird das Individuum zu dem letzten, unhintergehbaren Bezugspunkt moralischen Handelns. Die normativ individualistische Ausrichtung zeigt sich auch in Kants Rechtslehre: Das Recht hat für ihn den Zweck, „die Willkür des einen mit der Willkür des anderen nach einem allgemeinen Gesetz der Freiheit zu vereinigen.“

### Vertragstheorien
Der aufklärerische Gedanke des Gesellschaftsvertrags (Vertragstheorie) wurzelt ebenfalls im normativen Individualismus: Es ist das Individuum, das zur Wahrung seiner Freiheit, Selbsterhaltung oder anderer Belange den Gesellschaftsvertrag schließt und dadurch die Regierung bzw. den Gesetzgeber legitimiert. In der Ausgestaltung erhält der normativ individualistische Grundsatz allerdings ganz unterschiedliche Bedeutung: Bei Thomas Hobbes entscheidet das Individuum lediglich über den Vertragsschluss als solchen und ordnet sich mit diesem in nahezu allen seinen Belangen der herrschenden Macht unter. Auch Jean-Jacques Rousseaus Gesellschaftsvertrag mündet letzten Endes in der weitreichenden Unterordnung des Individuums unter den Gemeinwillen. Der Gesetzgeber ist in derartigen Konstruktionen nicht (mehr) zur Rücksicht auf individuelle Belange verpflichtet. Für John Locke hingegen bewahren sich die Individuen auch nach dem Vertragsschluss wichtige Elemente ihrer natürlichen Freiheit und Gleichheit, so dass die Regierung bzw. die gesetzgebende Gewalt jedenfalls bis zu einem gewissen Grad den Belangen der von seinen Entscheidungen betroffenen Individuen verpflichtet sind. Moderne Vertragstheorien wie die von John Rawls und Thomas Scanlon lassen den fiktiven Charakter der kontraktualistischen Idee stärker hervorscheinen, indem sie kollektive Handlungen an das Kriterium binden, dass die betroffenen Individuen ihnen vernünftigerweise zustimmen müssen. Kollektive Handlungen können demnach nur noch durch die Anbindung an die aus Vernunftgründen berechtigten Belange der betroffenen Einzelnen legitimiert werden.

### Utilitarismus
Der Ausgangspunkt utilitaristischer Theorien ist insofern normativ-individualistisch, als dabei die individuelle Lust und individuelles Leid als Kriterien für die Rechtfertigung kollektiven Handelns herangezogen werden. In der Ausgestaltung gehen utilitaristische Theoretiker jedoch unterschiedliche Wege: Geht es am Ende wie etwa bei Jeremy Bentham nur noch um die Maximierung der Nutzensumme (das „größtmögliche Glück der größten Zahl“), wird der normativ individualistische Ausgangspunkt zugunsten eines kollektivistischen Maximierungsprinzips verlassen. Demgegenüber wertet John Stuart Mill jedenfalls in seiner Schrift „On Liberty“ die Freiheit des Einzelnen, seinen Lebensplan auch außerhalb kollektiver Wertvorstellungen zu entfalten, als letzten Zweck einer politischen Ordnung und entlastet das Individuum dadurch von den Freiheitsbeschränkungen des kollektiven Nutzenkalküls.

### Fähigkeitenansatz
Der von Martha Nussbaum als ethische Theorie maßgeblich entwickelte Fähigkeitenansatz oder Befähigungsansatz (englisch capability approach) bewertet eine politische Ordnung sowie kollektive Entscheidungen daran, ob sie den Individuen hinreichend Spielraum lassen, ihre für ein Leben in Freiheit und Gleichheit als unverzichtbar verstandene Fähigkeiten zu entfalten. Normativ-individualistisch ist ihr Ansatz mithin nicht nur im Ausgangspunkt eines fiktiven Vertragsschlusses oder abstrakter Chancengleichheit, sondern auch in dem Rekurs auf reale Bedingungen, mit denen Individuen erst in die Lage versetzt werden, ihre Belange in der politischen Gemeinschaft geltend zu machen.

### Die normative Ethik Dietmar von der Pfordtens
Im deutschsprachigen Raum hat insbesondere Dietmar von der Pfordten den Begriff des normativen Individualismus geprägt und eine auf diesem Prinzip fußende Ethik vorgelegt. Das Prinzip des normativen Individualismus wird darin wie folgt formuliert: „Moralische Normen, Regeln, Bewertungen und Überzeugungen lassen sich in letzter Instanz ausschließlich durch grundsätzlich gleiche Berücksichtigung aller betroffenen Einzelnen rechtfertigen.“ 
Dieser Grundsatz enthält drei Teilprinzipien: Nach dem Individualprinzip können ausschließlich Individuen letzter Ausgangspunkt einer legitimen ethischen Verpflichtung  sein. Das Allprinzip verweist darauf, dass nicht nur einige wenige, sondern letztlich alle von einer Entscheidung oder Handlung betroffenen Individuen zu berücksichtigen sind. Schließlich ist es nach dem Prinzip der Gleichberücksichtigung erforderlich, alle betroffenen Individuen grundsätzlich gleich zu berücksichtigen.

## Kritik
An dem normativ-individualistischen Ausgangspunkt wird kritisiert, dass er die realen sozialen Verflechtungen des Individuums außer Acht lasse. Insbesondere kommunitaristische Theorien wenden sich gegen die isolierte Betrachtung der Belange einzelner Individuen mit dem Einwand, in der Realität sei jedes Individuum von vornherein in kollektive Zusammenhänge eingebunden. Aus der Perspektive des normativen Individualismus allerdings bedürfen auch die Regeln in privaten sozialen Gemeinschaften wie der Familie oder einer Religionsgemeinschaft einer normativen Rechtfertigung anhand der Belange ihrer einzelnen Mitglieder. Individuelle Interessen sind demnach zwar notwendig durch die Interessen Anderer sowie sozialer und politischer Gemeinschaften beeinflusst, auf der Rechtfertigungsebene können und müssen sie dennoch als von den kollektiven Zusammenhängen analytisch und normativ differenzierbar gedacht werden. Das normative Postulat der Selbstbestimmung besteht mithin trotz der faktischen sozialen Beziehungen zwischen den Individuen. Denn nur so wird es möglich und legitim, dass Individuen einem Kollektiv ihre berechtigten Freiheits- und Entfaltungsansprüche entgegenhalten können.